# Šandal
Šandal – wieś (obec) na Słowacji położona w kraju preszowskim, w powiecie Stropkov. Pierwsze wzmianki o miejscowości pochodzą z 1427 roku.
Według danych z dnia 31 grudnia 2012 roku, wieś zamieszkiwało 330 osób, w tym 161 kobiet i 169 mężczyzn.
W 2001 roku rozkład populacji względem narodowości i przynależności etnicznej wyglądał następująco:
- Słowacy – 98,36%
- Czesi – 0,33%
- Rusini – 0,99%
- Ukraińcy – 0,33%

Ze względu na wyznawaną religię struktura mieszkańców kształtowała się w 2001 roku następująco:
- Katolicy rzymscy – 52,3%
- Grekokatolicy – 43,09%
- Ewangelicy – 0,33%
- Prawosławni – 4,28%